# Eurodestra
L'Eurodestra era un'organizzazione politica europea di destra sociale.

## Storia

### Nascita del gruppo
Fu un progetto politico voluto da Giorgio Almirante che, nell'aprile 1978, promosse un accordo tra il Movimento Sociale Italiano - Destra Nazionale ed altri tre partiti di destra europei, lo spagnolo Fuerza Nueva, i francesi di Parti des Forces Nouvelles e i greci dell'EPEN, in previsione delle prime elezioni del parlamento europeo del 1979.
La prima uscita avvenne il 18 luglio 1978 in Spagna, a Madrid, davanti a ventimila persone.
Almirante, insieme a Blas Piñar e Jean-Louis Tixier-Vignancour, tenne diversi incontri nelle piazze italiane.
Questa idea fu estrinsecata in un suo libro intervista, pubblicato nel 1978.
Solo il MSI, nel 1979, ottenne una rappresentanza parlamentare a Strasburgo (4 seggi), aderendo al gruppo dei Non iscritti.

### Scioglimento del gruppo
Nel 1984 Almirante invece unì il MSI (5 parlamentari) a Strasburgo con i greci dell'EPEN (un parlamentare) e con il partito di Jean-Marie Le Pen, il FN che aveva ottenuto un inaspettato successo in Francia con 10 seggi, in un gruppo di 16 eurodeputati, il Gruppo delle Destre Europee.

## Membri
- Italia: Movimento Sociale Italiano - Destra Nazionale
- Francia: Parti des Forces Nouvelles
- Spagna: Fuerza Nueva
- Grecia: Unione Politica Nazionale

### Euroideologie
- Eurocomunismo
- Eurosocialismo